# Рольф-Єран Бенґтссон
Рольф-Єран Бенґтссон (швед. Rolf-Göran Bengtsson, 2 червня 1962) — шведський вершник, олімпійський медаліст.

## Виступи на Олімпіадах
| Олімпіада    | Дисципліна       | Місце              |
| ------------ | ---------------- | ------------------ |
| Атланта 1996 | конкур, особисті | 46T (кваліфікація) |
| Атланта 1996 | конкур, командні | 10                 |
| Афіни 2004   | конкур, особисті | 4T                 |
| Афіни 2004   | конкур, командні | 2                  |
| Пекін 2008   | конкур, особисті | 2                  |
| Пекін 2008   | конкур, командні | 6                  |